# Midnight Theatre
《Midnight Theatre》是韓國Pop Dance組合SS501成員朴政珉（ROMEO）於2012年12月19日，由Victor Entertainment/Colourful Records所發行的首張日語正規專輯。

## 專輯概述
本作亦為朴政珉在日以「ROMEO企劃」發行的系列音樂作品之一，於2012年11月3日通過其三大官方網站（ROMEO官網、ROMEO Facebook專頁、Victor Entertainment ROMEO專頁）宣布即日起開放預購，12月19日發行，分為初回限定盤A/B、通常盤三版本，其中包含七首舊曲與四首新曲等共十四首曲目，ROMEO系列音樂作品（包含本作）皆是由Jeff Miyahara擔任總製作，田中敬之擔任視覺製作與美國、德國、瑞典、台灣等各種各樣國籍的作曲家共同參與，Yamaha A&R和Victor Entertainment協助宣傳的音樂作品。
從2012年12月12日起於RecoChoku發布歌曲「One More Night」、「Hide and Seek Love」手機全曲下載，並於該日凌晨零時至2013年1月8日二十三時五十九分止下載即得「ROMEO Original手機桌面（魂の解放ver.）」與「ROMEOOriginal手機桌面（沈黙の調べver.）」為贈禮，12月19日專輯發行當日於iTunes Store全球118個國家發布「Midnight Theatre」全輯音源；韓國主要音源網站亦同時發布。

### 造型
2012年11月3日公開首波專輯宣傳照，延續前作ROMEO風格以鮮紅色調為基底凸顯臉頰的黑色眼淚呈現異樣而令人印象深刻的視覺畫面，亦為專輯通常盤封面，隨後同時公開以黑色為底僅顯示出朴政珉摀住面部的雪白雙臂作為初回限定盤A封面；與初回限定盤B中黑藍天色與枯樹構成使人感受到孤寂感的封面照。專輯內封入的寫真卡承接前作《Tonight's the Night》寫真風格，身著一身潔白搭配醒目的鮮豔紅唇與長髮造型彰顯了ROMEO獨特的陰柔特質。

## 曲目
CD（初回限定盤Ａ/Ｂ/普通盤）
1. Act I (The Awakening)
2. Until the End of Time
  - 作曲：Junji Ishiwatari；作詞：Jeff Miyahara/Markus Bogelund
3. DEVIL
  - 作曲：Jeff Miyahara/Eric Lidbom；作詞：Kanata Okajima
4. Sin
  - 作曲：Enik Lin/Jeff Miyahara；作詞：miyakei
5. Tonight’s the Night
  - 作曲：her0ism/Samuel Waermo/Jeff Miyahara；作詞：Tarantula
6. Act II (The Heart)
7. LOVER’S SPIRIT
  - 作曲：Jeff Miyahara/Erik Lidbom；作詞：Satomi
8. Give Me Your Heart
  - 作曲：Jeff Miyahara/Eric Lidbom；作詞：Kanata Okajima
9. 想守護著你（日语：君を、守りたい）
  - 作曲：Jeff Miyahara；作詞：Kenn Kato
10. No Turning Back
  - 作曲：miyakei；作詞：Fredrik Thomander
11. Act Ⅲ (The Desire)
12. One More Night
  - 作曲：Kanata Okajima；作詞：Jeff Miyahara/Didrik Thott/Sebastian Thott
13. Hide and Seek Love
  - 作曲：Erik Lidbom/Jeff Miyahara；作詞：Junji Ishiwatari
14. Voyage
  - 作曲：miyakei；作詞：Jeff Miyahara

DVD（初回限定盤Ａ）
1. 「ROMEO 2nd CONTACT」特別影像「Give Me Your Heart」
2. 「ROMEO 2nd CONTACT」特別影像「Taste the Fever」
3. 「ROMEO 2nd CONTACT」特別影像「Hide and Seek Love」
4. 「ROMEO 2nd CONTACT」特別影像「Dream Out Loud」
5. 「ROMEO 2nd CONTACT」特別影像「DEVIL」
6. 「ROMEO 2nd CONTACT」特別影像「Tonight's the Night」
7. 「Tonight's the Night」Music Video～Short Ver.～

## 成績

### 專輯排名
Tower Record
- 2012年12月18日，澀谷店日間綜合排名第3位[3]

Oricon
- 2012年12月18日，CD專輯日間榜排名第15位[4]

## 發行版本
初回限定盤Ａ〖AVIZL-508/CD/DVD/記事本〗¥3,800
- CD：14曲收錄 + DVD

初回限定盤Ｂ〖BVIZL-509/CD/紙裝封面規格/寫真卡5枚/海報類型歌詞本（一本12面）〗¥3,300
- CD：14曲收錄

普通盤〖VICL-63953/首批封入寫真卡1枚〗¥3,150
- CD：14曲收錄

ROMEO日語正規專輯依販售商不同即贈送不同原創贈禮，以下為詳細內容：
1. Tower Records－X'mas卡
2. HMV－資料夾
3. TSUTAYA－海報
4. 新星堂－明信片
5. 山野樂器－貼紙

## 活動紀錄
- 2012年12月15日 TOKYO FM 節目《ASIAN☆K-POP powered by LOVE-1》
- 2012年12月18日於TOKYO DOME CITY HALL召開『ROMEO LIVE 2012 ～Midnight Theatre～』開場18：00 / 開演19：00[註 1][5]

表演歌曲順序
1. Give Me Your Heart
2. Sin
3. DEVIL
4. LOVER'S SPIRIT
5. One More Night
6. No Turning Back
7. Taste the Fever
8. Tonight's the Night
9. Hide and Seek Love
10. Dream Out Loud
11. Until the End of Time
12. 想守護著你
13. Voyage

安可歌曲名單 
1. Give Me Your Heart
2. Tonight's the Night

- 2012年12月18日開始於Tower Record澀谷店、新宿店８F、梅田NU茶屋町店、梅田大阪Marubiru店、難波店以及山野樂器銀座本店展出『ROMEO「Special Panel展」』

### Zepp presents Park Jung Min/ROMEO theatrical tour 2013
- Act1：朴政珉／Act2：ROMEO

| 日期          | 時間                                                    | 站次   | 場所           |
| 2013年3月19日 | Act1 開場14：00／開演15：00 Act2 開場18：00／開演19：00 | 福岡   | Zepp Fukuoka   |
| 2013年3月21日 | Act1 開場14：00／開演15：00 Act2 開場18：00／開演19：00 | 大阪   | Zepp Namba     |
| 2013年3月22日 | Act1 開場14：00／開演15：00 Act2 開場18：00／開演19：00 | 東京   | Zepp DiverCity |
| 2013年3月23日 | Act1 開場13：00／開演14：00 Act2 開場17：00／開演18：00 | 名古屋 | Zepp Nagoya    |

## 外部連結
- 專輯資訊-Tower Record
  - （日語）MIDNIGHT THEATRE ［CD+DVD］＜初回限定盤A＞ （页面存档备份，存于）
  - （日語）MIDNIGHT THEATRE＜初回限定盤B＞ （页面存档备份，存于）
  - （日語）Midnight Theatre＜通常盤/初回限定仕様＞ （页面存档备份，存于）
- 官方網站
  - （日語）Victor Entertainment ROMEO專頁
  - （日語）ROMEO日本官網 （页面存档备份，存于）
  - （日語）ROMEO Facebook粉絲專頁 （页面存档备份，存于）
  - （日語）ROMEO official YouTube Channel （页面存档备份，存于）
  - （日語）ROMEO iTunes Store （页面存档备份，存于）